# D3-VTR
D3-VTRとはD2-VTRと同じコンポジットデジタルビデオ信号を、1/2インチカセットテープに非圧縮で記録するビデオテープレコーダである。
D2-VTRの1/2インチカセット版、あるいはD5-VTRのコンポジット版ともいえる。
1991年に発売され、開発は日本放送協会（NHK）と松下電器産業（現：パナソニック）が共同で行った。MIIの後継規格の位置づけである。
NHKや放送大学の番組制作および番組送出用として使用されたがソニーがDigital BETACAMのリリースを早々と予告していた事もあり、民放での採用実績はほとんどなかった。
1992年開催のバルセロナオリンピックにおいて公式記録用として採用され、松下電器産業が機材を投入した。しかし毎分9,000回転というヘッドシリンダーが発する騒音がカメラマンには不評だったという。